# Шошонг
Шошонг (англ. Shoshong) — город на востоке Ботсваны, на территории Центрального округа.

## Географическое положение
Город находится в южной части округа, в долине реки Бонапице (бассейн реки Лимпопо), у подножия горного хребта Шошонг, на расстоянии приблизительно 172 километров к северо-северо-востоку от столицы страны Габороне. Абсолютная высота — 1068 метров над уровнем моря.

## Климат
Климат Шошонга характеризуется как полупустынный (BSh в классификации климатов Кёппена). Среднегодовая температура воздуха составляет 19,5 °C. Средняя температура самого холодного месяца (июля) составляет 12,9 °С, самого жаркого месяца (ноября) — 23,6 °С. Расчётная многолетняя норма осадков — 436 мм. В течение года количество осадков распределено неравномерно, основная их масса выпадает в период с октября по апрель. Наибольшее количество осадков выпадает в августе (160 мм).

## Население
По данным официальной переписи 2011 года численность населения составляла 9678 человек.
Динамика численности населения города по годам:
| 1991 | 2001 | 2011 |
| ---- | ---- | ---- |
| 5592 | 7490 | 9678 |

## Транспорт
Ближайший аэропорт расположен в городе Серове.